# Intertekstualnost
Intertekstualnost, u književnoj teoriji, pojam za odnose među tekstovima. Uvela ga je teoretičarka Julia Kristeva, kako bi opisala različite odnose koje promatrani tekst može imati s drugim tekstovima. Koristi se od 1960-ih. Poima se i kao tehnika putem koje se u tekstu uspostavlja odnos s drugim tekstovima - kroz citiranje, adaptaciju, prevođenje, plagiranje, aluziju, parodiju, pastiš i druge postupke.
Tradicionalno se smatralo da je značenje svakog teksta autonomno. U drugoj polovici 20. stoljeća nastupa takozvana kriza značenja. Teoretičari uviđaju kako su značenja međusobno prožeta i zavisna.
Francuski teoretičar Laurent Jenny shvaća intertekstualnost kao postupak remećenja reda, poretka i konvencije u književnosti, na tragu suvremenih viđenja po kojima se književna istina može prikazati tek iz više perspektiva. Roland Barthes drži da je svaki tekst intertekst, jer u sebi sadrži elemente ranijih tekstova, naslijeđa i kulture u kojoj je nastao.